# Homoneura piceoides
Homoneura piceoides är en tvåvingeart som beskrevs av Malloch 1929. Homoneura piceoides ingår i släktet Homoneura och familjen lövflugor. Inga underarter finns listade i Catalogue of Life.